# Olia Tira

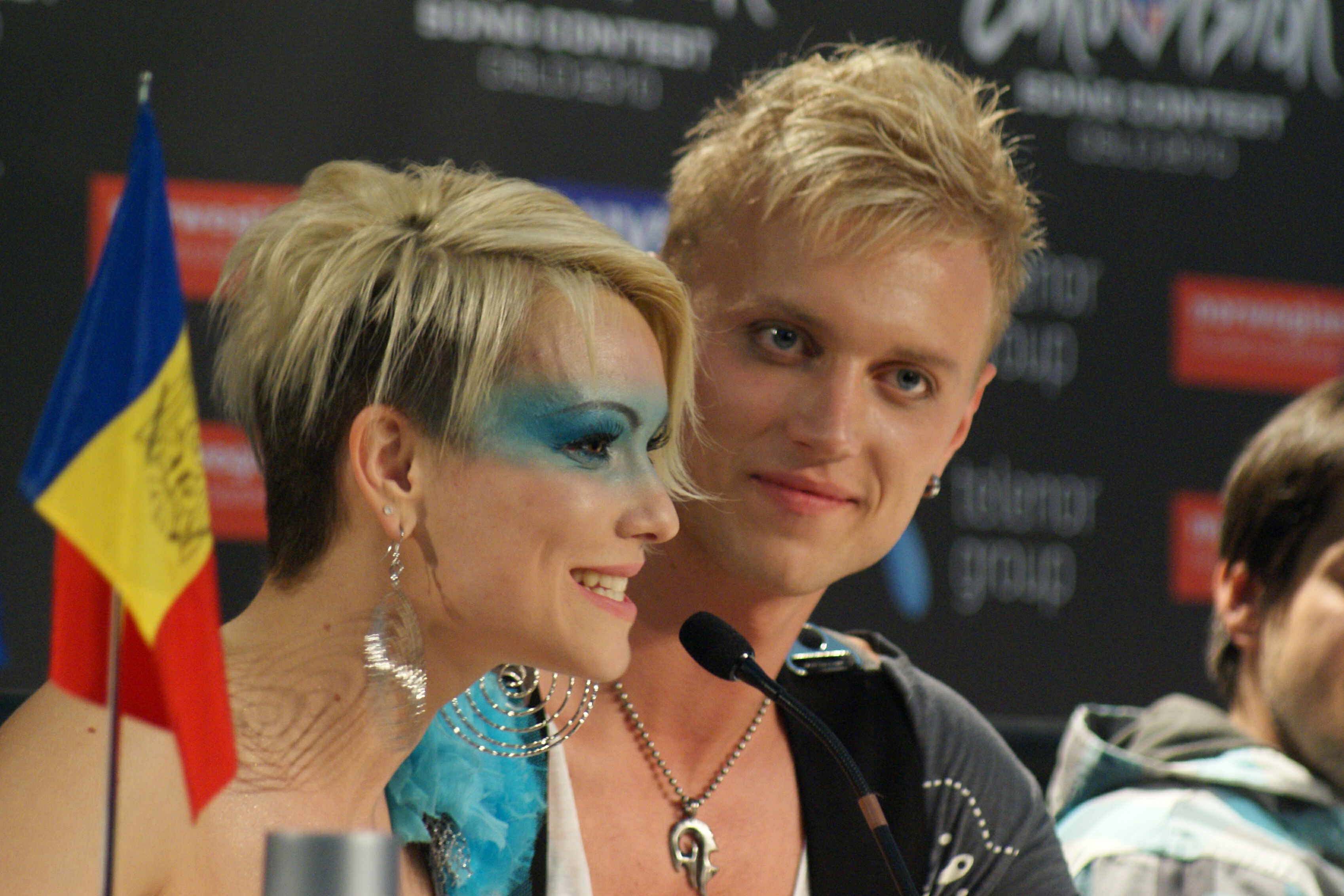
Olia Tira și Sergei Ialovițki de la SunStroke Project, la Eurovision 2010

Olia Tira (n. 1 august 1988, Potsdam, RDG) este o cântăreață din Republica Moldova. Numele său adevărat este Olga Țîra, Olia Tira fiind doar un pseudonim. Împreună cu formația SunStroke Project a reprezentat Republica Moldova la Eurovision 2010, ce a avut loc la Oslo în Norvegia cu piesa Run Away.
Olia a participat la toate preselecțiile naționale din Republica Moldova începînd cu anul 2005. Practic pe baza acestor preselecții Olia a devenit o adevărată vedetă a Moldovei. După 5 încercări nereușite în 2010 Olia reușește să obțină dreptul de a reprezenta Moldova la Eurovision.

## Biografie
Olia Tira s-a născut la 1 august 1988 în Potsdam, RDG (azi Germania) în familia unui militar sovietic. Peste o perioadă de timp familia Oliei se mută în orașul Cahul din Republica Moldova. Tot în Cahul în anul 2003 Olia termină Liceul "Dimitrie Cantemir". Primele încercări de a se afirma Olia le-a întreprins deja la vîrsta de 13 ani cînd a participat la festivalul internațional de tineri interpreți din Cahul, Faces of Friends, unde s-a clasat pe locul 2, interpretînd o melodie a Nataliei Barbu. După acest concurs Olia a început să colaboreze cu renumitul producător muzical Serghei Orlov, cu care lucrează pînă în prezent. Mutîndu-se la Chișinău, Olia a absolvit Academia de arte.
La 21 de ani, multe din visurile Oliei s-au împlinit: a participat la multe concursuri internaționale, și-a lansat albumul de debut "Your place or mine?", a reușit să-și încerce forțele în calitate de prezentatoare TV la emisiunea "Dimineața la STS", pe lîngă toate acestea Olia apare foarte frecvent pe primele pagini a revistelor din Republica Moldova.

## Albume
- 2007 - Your place or mine

## Eurovision
În 2010 Olia Tira împreună cu SunStroke Project a reprezentat Republica Moldova la Eurovision Song Contest 2010. În semi-finală s-au clasat pe poziția a 10-a, ultima care oferea calificarea în finală totalizînd 52 puncte. Iar în finală s-au clasat pe poziția 22 cu 27 de puncte.